# Replot
Replot (Raippaluoto en finnois) est une île du Golfe de Botnie et une ancienne municipalité de l'ouest de la Finlande. Elle fait partie de la municipalité de Korsholm et de la région d'Ostrobotnie.

## Géographie

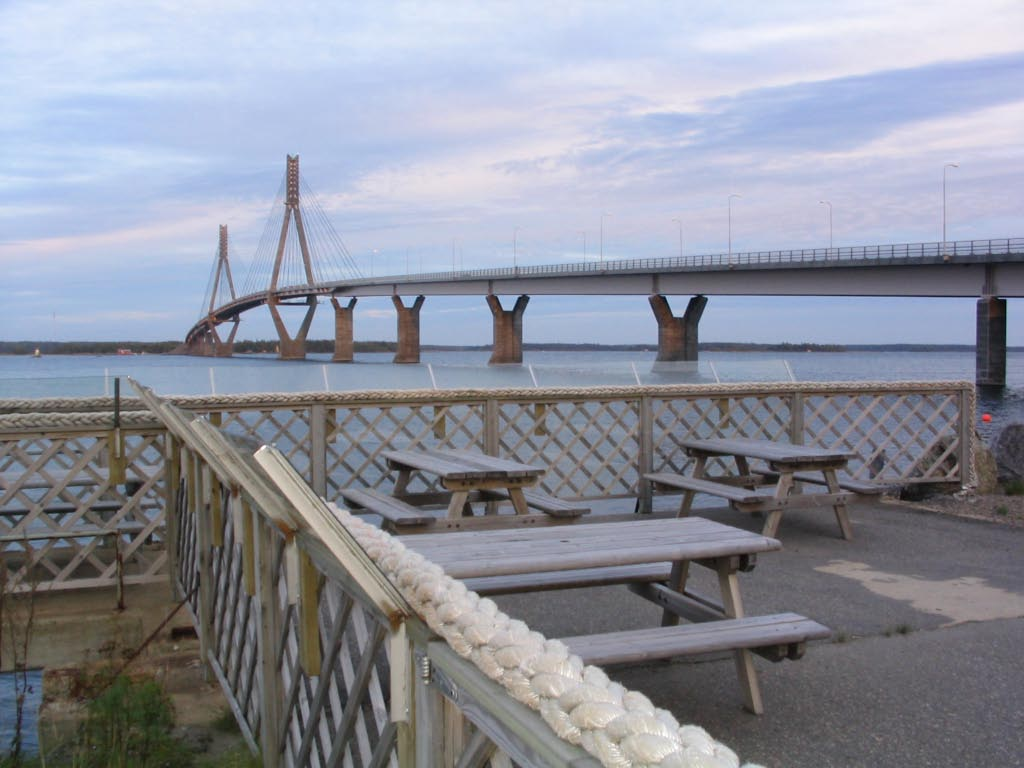
Le pont de Replot, qui relie l'île au continent, est le plus long de Finlande.

L'île principale est une des plus étendues de la côte finlandaise du golfe de Botnie, la plus grande de l'archipel de Kvarken. Le relief est peu marqué et l'île entourée par de nombreuses îles plus petites, pour la plus grande Björkö au nord-est. Sous l'effet du rebond isostatique, l'île s'élève par rapport au niveau moyen de la mer de l'ordre de 8 mm par an et voit sa surface s'étendre progressivement.

## Population
En 2003, L'ensemble formé par Replot et Björkö comptait 2 126 habitants, en grande majorité suédophones. Les principaux villages de l'île sont Replot kyrkoby, Norra Vallgrund, Södra Vallgrund et Söderudden.

## Histoire
L'île a connu le séjour de petites communautés de pêcheurs dès le XIe siècle, bien avant la tutelle suédoise sur la Finlande. Une église est ensuite construite au XVIIIe siècle, et la loi sur l'organisation communale de 1865 conduit à la fondation d'une municipalité en 1872. En 1973, les municipalités de Replot, Korsholm, Björköby, Solf et Kvevlax sont regroupées en une seule entité, la nouvelle municipalité de Korsholm. En 1997, les îles de Replot et de Björkö sont sorties de leur relatif isolement lorsque le plus grand pont de Finlande (1 045 mètres) a été inauguré, en remplacement de la liaison régulière en bac opérationnelle depuis les années 1960.